# Mexicos håndboldlandshold (herrer)
Mexicos håndboldlandshold for mænd er det mandlige landshold i håndbold for Mexico. Det repræsenterer landet i internationale håndboldturneringer.

## Resultater

### Panamerikamesterskabet
- 1979: 6.-plads
- 1981: 5.-plads
- 1983: 5.-plads
- 1985: 4.-plads
- 1994: 5.-plads
- 1996: 6.-plads
- 1998: 7.-plads
- 2000: 7.-plads
- 2002: 7.-plads
- 2004: 7.-plads
- 2006: 7.-plads